# سوریه فلسطین (استان رومی)
سوریه فلسطین (به رومی: Suría hē Palaistínē، انگلیسی:Syria Palaestina) یکی از استان‌ها در امپراتوری روم، بین سال‌های ۱۳۵ و ۳۹۰ بود. این استان از ادغام سوریهٔ روم و یهودیهٔ روم و درپی شکست شورش بارکوخبا در ۱۳۵ میلادی توسط هادریانوس تشکیل شد. مدتی کوتاه پس از ۱۹۳ مناطق شمالی منقسم شدند به طوری که سوریه کوئله (Syria Coele) در شمال و فونیسه (Phoenice) در جنوب تأسیس شدند و استان سوریه فلسطین به یهودیه تقلیل یافت.